# Teilung Indiens

Darstellung der indischen Teilung mit Flüchtlingsbewegungen und den Gebieten, in denen es zu Ausschreitungen kam

Unter der  Teilung Indiens versteht man die Aufteilung des vormaligen Britisch-Indiens aufgrund religiöser und ethnischer Auseinandersetzungen, die schließlich am 14. und 15. August 1947 zur Gründung zweier unabhängiger Staaten führten: Indien und Pakistan. Pakistan bestand bis 1971 aus zwei weit voneinander entfernten Teilen: Westpakistan (das heutige Pakistan) und Ostpakistan (das heutige Bangladesch).
Die Aufteilung Britisch-Indiens in zwei Dominions war im Indian Independence Act 1947 festgeschrieben worden und markierte das Ende der britischen Kolonialherrschaft auf dem Indischen Subkontinent.
Im Verlauf des Teilungsprozesses kam es zu bürgerkriegsähnlichen Auseinandersetzungen, die zum Tod von mehreren hunderttausend Menschen führten. Einige Autoren sprechen von bis zu einer Million Opfern oder mehr.
Etwa 20 Millionen Menschen wurden im Zuge der Aufteilung Britisch-Indiens deportiert, vertrieben oder umgesiedelt.

## Überblick

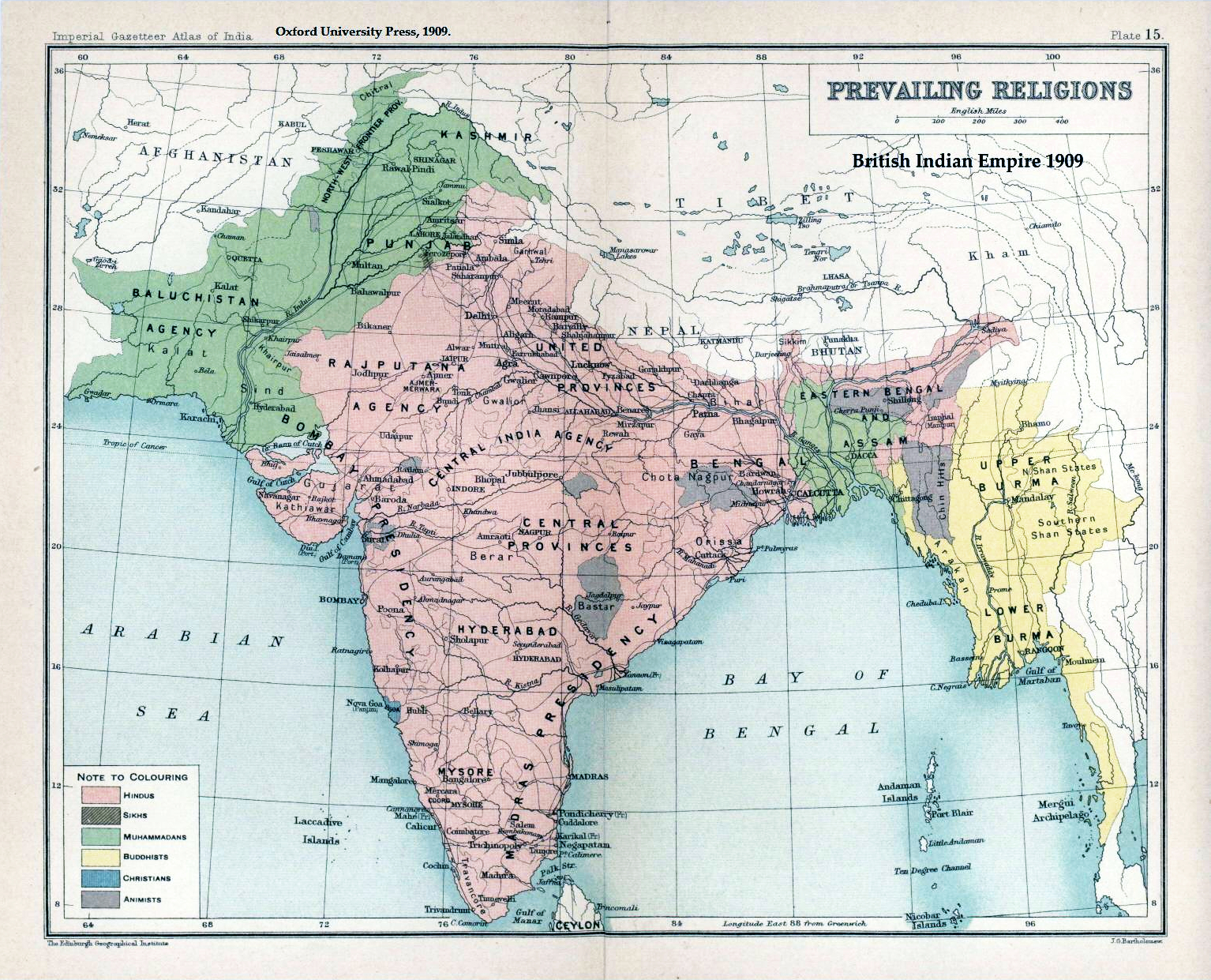
Die vorherrschenden Religionen in der britischen Kronkolonie Indien (1909). Grün: muslimisch dominierte Gebiete. Die politische Teilung von 1947 (vgl. obere Karte) war wesentlich von der Verteilung der Religionen bestimmt.

Die im Indian Independence Act 1947 oder Mountbattenplan festgeschriebene Aufteilung Britisch-Indiens beinhaltete die Aufspaltung der Provinz Bengalen in Ostpakistan und den indischen Bundesstaat Westbengalen sowie die Aufspaltung der früheren Provinz Punjab: Westpunjab kam als Provinz Punjab zu Pakistan, Ostpunjab kam zu Indien (dieses Gebiet ist heute aufgeteilt auf die drei indischen Bundesstaaten Punjab, Haryana und Himachal Pradesh).
Die Aufteilung des früheren Britischen Kolonialreichs in Indien beinhaltete neben den geographischen Trennungen auch die Umverteilung der Indischen Eisenbahnen, der Britisch Indischen Armee, des Verwaltungsapparates des früheren Indian Civil Service und sämtlicher Staatsfinanzen.
Im Zuge der Teilung war es den bis dahin selbstverwalteten so genannten Fürstenstaaten im Indian Independence Act 1947 freigestellt, zu welchem der beiden neuen Dominions Indien oder Pakistan sie sich bekennen wollten, oder ob sie es vorzogen, weiterhin als unabhängige Fürstentümer bestehen zu bleiben.
Die aus dieser Frage resultierenden Entscheidungen der Fürstentümer Jammu und Kaschmir führte zum Indisch-Pakistanischen Krieg von 1947, dem später weitere territoriale Auseinandersetzungen zwischen den beiden Staaten Indien und Pakistan folgten.

## Der Weg zur Teilung

Religionen in Britisch-Indien nach dem Zensus von 1909
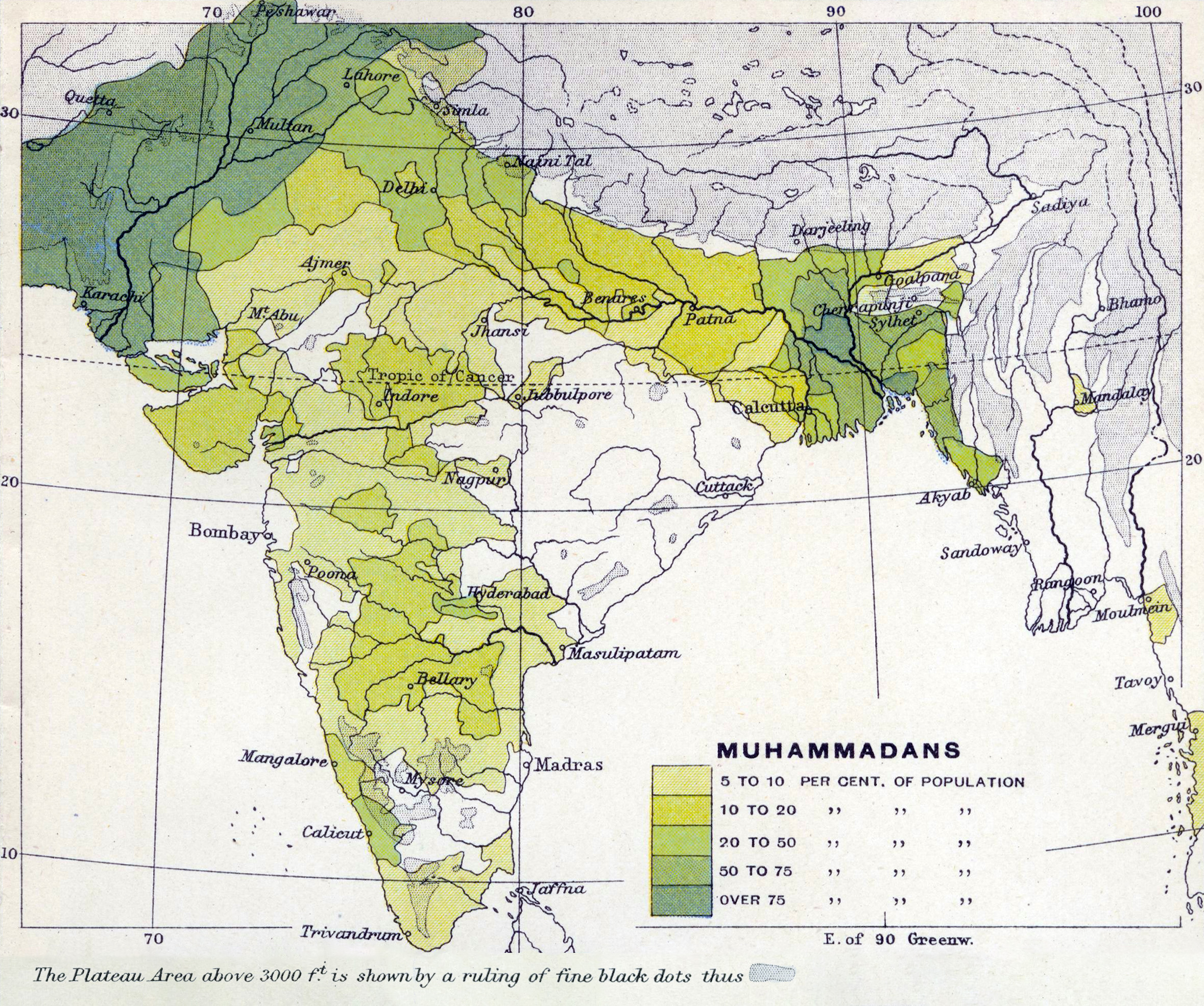
Anteil der Muslime
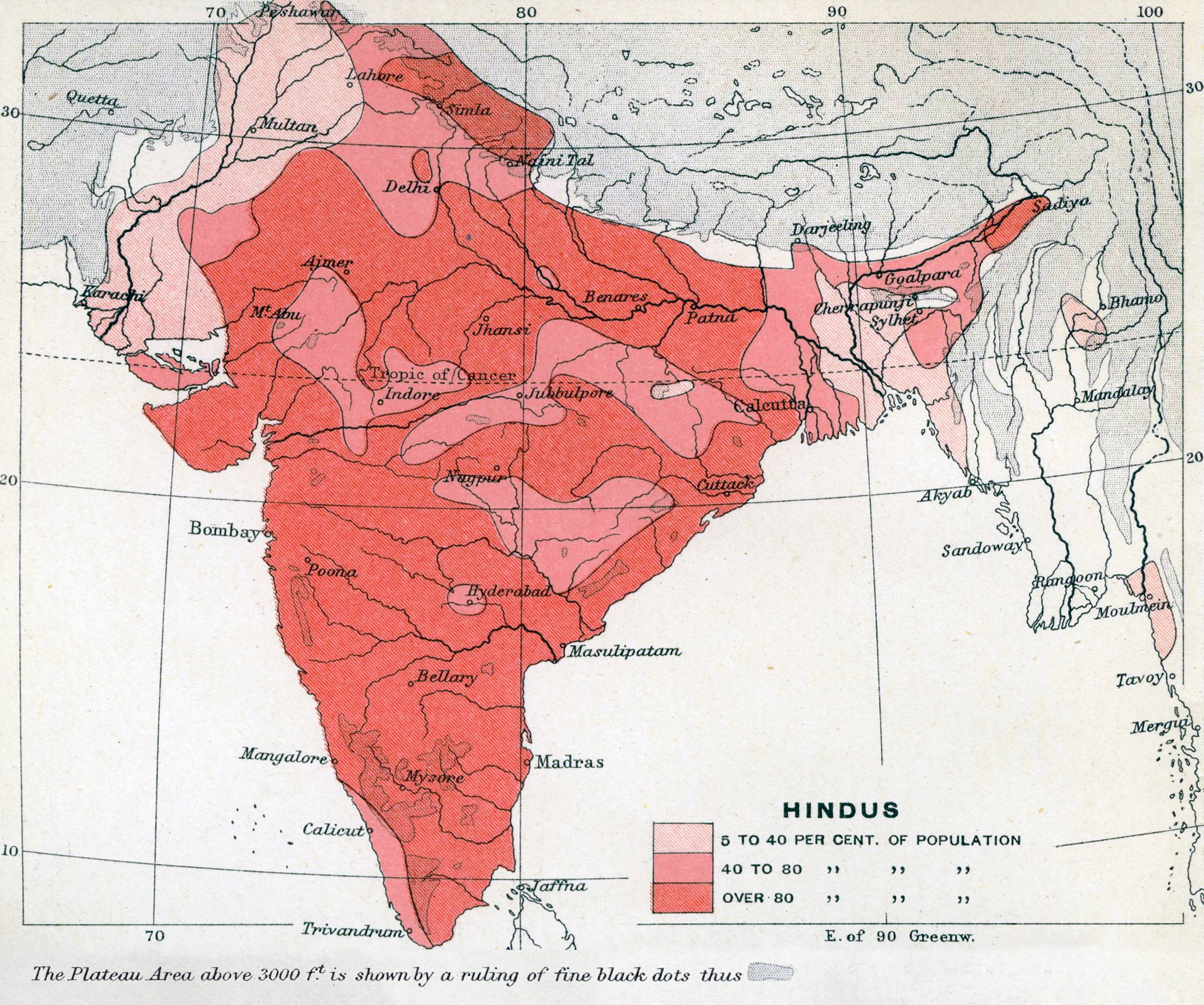
Anteil der Hindus
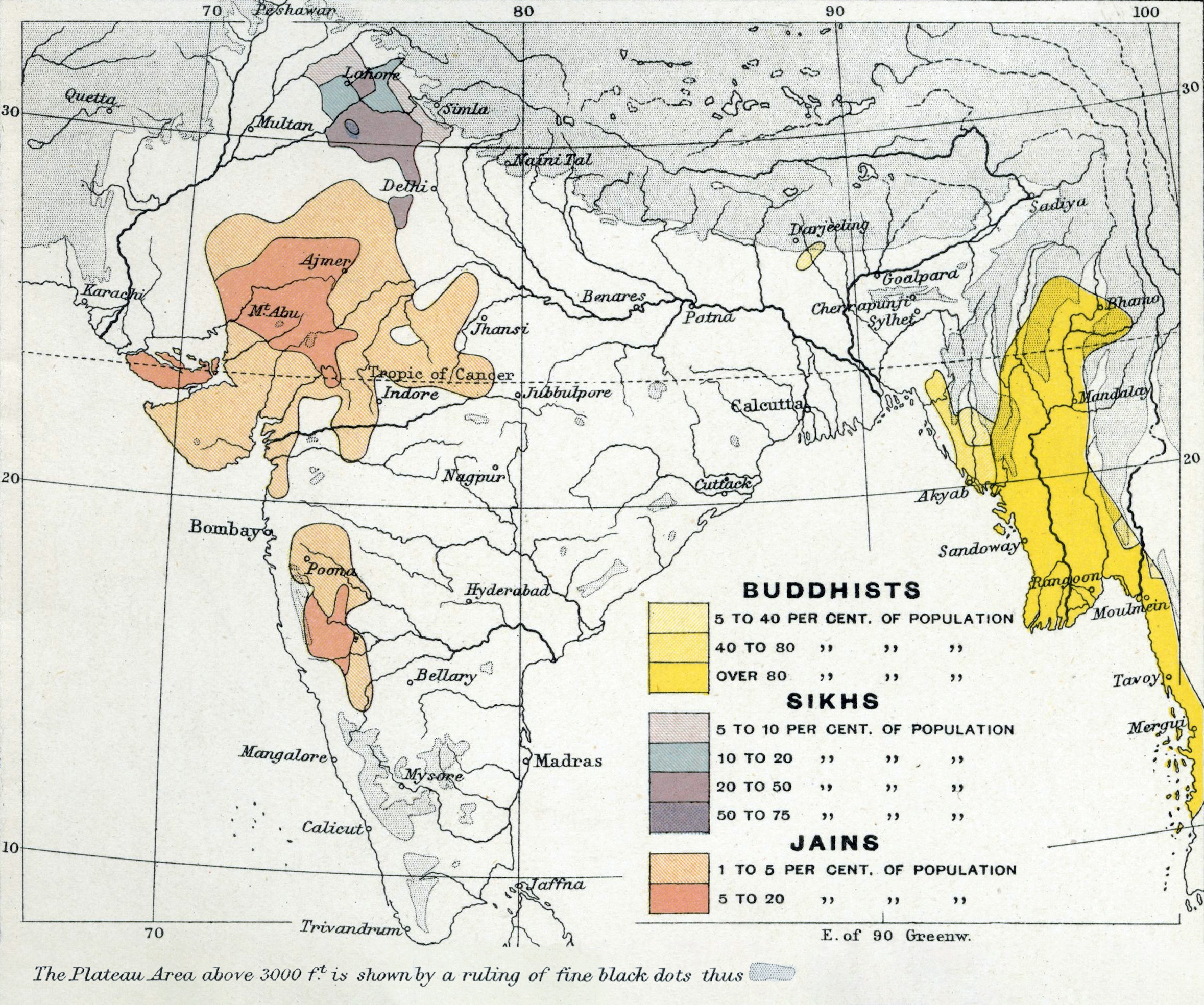
Anteil der Sikhs, Buddhisten und Jains

### Gründung der Muslimliga
1906 gründete eine Reihe von Muslimen in Dhaka die Gesamtindische Muslimliga (AIML). Notwendig geworden sei dies, da den Gründern der Bewegung zufolge Muslime nicht dieselben Rechte genossen wie die Hindu-Mehrheit vertreten durch den Indischen Nationalkongress. Die neue Muslimliga gewann zunächst rasch an Einfluss unter den Muslimen. Im Laufe der Jahre wurden aus der Muslimliga heraus immer wieder Stimmen laut, einen islamisch orientierten Staat auf indischem Boden zu schaffen. Verschiedene Pläne dazu wurden diskutiert und wieder verworfen.
Eine klare Forderung zur Schaffung eines separaten muslimischen Staates stellte der Philosoph und Schriftsteller Allama Iqbal, der in einer Ansprache an die Hauptversammlung der Muslimliga im Jahre 1930 feststellte, dass ein separater muslimischer Staat unabdingbar sei in einem von Hindus dominierten Indien. Iqbal, der muslimische Aktivist Maulana Mohammad Ali und weitere prominente Muslime versuchten ab 1935, auch den einflussreichen früheren Kongress-Politiker Muhammad Ali Jinnah für ihr Vorhaben zu begeistern. Jinnah, selbst Muslim, aber als Sohn wohlhabender Eltern auf westlichen Eliteschulen ausgebildet, hatte sich bislang öffentlich stets für eine Einheit von Muslimen und Hindus im Kampf um die Unabhängigkeit Indiens eingesetzt. Er war jedoch längst zu der Schlussfolgerung gelangt, dass sich Massenbewegungen wie der Kongress unbeeindruckt gegenüber den Belangen der Muslime zeigten.

### 1932 bis 1942
Ab 1931 bemühte sich Jinnah als neuer Vorsitzender der Muslimliga, die Bewegung zu reorganisieren und ihr zu größerem Einfluss zu verhelfen. 1940 gab er auf der Konferenz in Lahore eine Erklärung ab, die zum ersten Mal konkret eine muslimische Nation in Indien forderte. Die Erklärung enthielt allerdings keinerlei Angaben dazu, in welchem Teil des Subkontinents er diese Nation zu errichten gedachte und wie diese verwaltet und organisiert sein sollte.
Obwohl weiterhin alle anderen muslimischen Parteien und Massenbewegungen zumindest offiziell vor der Forderung einer Teilung Indiens zurückschreckten, wurde die Idee in den folgenden sieben Jahren dennoch von Muslimen, Nationalsozialisten und besonders auch von bestimmten Hindu-Gruppierungen aufgenommen und zunehmend konkretisiert. Organisationen wie die hindu-nationalistische Hindu Mahasabha, obwohl grundlegend gegen eine Teilung des Landes, gingen dennoch davon aus, dass „es zwei Nationen innerhalb Indiens gab – die Hindus und die Muslime“.
Die Mehrzahl der Kongresspartei-Führer war säkular orientiert und stellte sich gegen eine wie auch immer geartete Spaltung Indiens aufgrund von religiösen Überzeugungen. Gandhi war fest davon überzeugt, dass Hindus und Muslime gemeinsam in einem einigen Indien leben konnten und sollten und erklärte: „Mit ganzem Herzen und Seele widerspreche ich der Idee, dass Hinduismus und Islam zwei gegensätzliche Kulturen und Lehren darstellen sollten. Dieser Doktrin zuzustimmen, ist für mich eine Verleugnung Gottes“. Jahrelang kämpften Gandhi und seine Anhänger darum, Muslime in der Kongresspartei zu halten, obwohl viele Parteimitglieder und Aktivisten ab den frühen 1930er Jahren dennoch die Partei verließen. Durch seinen Einsatz gegen die Idee einer Teilung und für die Gründung einer einzigen Nation, in der für Anhänger beider Religionen Platz sei, schuf sich Gandhi auf beiden Seiten erbitterte Gegner.
Obwohl in den 1940er Jahren Politiker und Honoratioren auf beiden Seiten immer wieder versuchten, gegenseitige Verdächtigungen und Angstmacherei zu unterdrücken, kam es wiederholt zu schlimmen Ausschreitungen zwischen Muslimen und Hindus. Besonders sticht der von der Muslimliga organisierte so genannte Direct Action Day vom August 1946 aus diesen Ereignissen heraus. Dieser führte zu den Unruhen in Kalkutta 1946, bei denen es zu schweren Pogromen und Ausschreitungen kam, in deren Verlauf zwischen 5.000 und 10.000 Menschen getötet, etwa 15.000 verletzt und zirka 100.000 Menschen obdachlos wurden.
Nachdem im weiteren Verlaufe des August in ganz Nordindien und Bengalen die öffentliche Ordnung zusammenbrach, verstärkte sich der Druck nach einer politischen Lösung zu suchen, um den Ausbruch eines Bürgerkrieges zu verhindern.

### 1942 bis 1946
Bis zum Jahr 1946 war die Definition für einen muslimischen Staat in Indien flexibel genug, um sowohl einen Bundesstaat innerhalb eines föderalen Indiens zu umfassen als auch eine unabhängige Nation Pakistan.
Einige Historiker vertreten die Auffassung, Jinnah hätte die Teilung Indiens einzig als Drohgebärde genutzt, um mehr Eigenständigkeit für die mehrheitlich von Muslimen bevölkerten Provinzen im Westen gegenüber den von Hindus dominierten Gebieten Mittelindiens auszuhandeln.
Andere Historiker sind wiederum der Auffassung, Jinnahs Vision für Pakistan sei umfassender gewesen und hätte sich bis in die von Hindus dominierten Regionen des östlichen Punjabs und Westbengalens, einschließlich Assams erstreckt, das von einer deutlichen Hindu-Mehrheit bevölkert war.
Jinnah setzte sich jedenfalls entschieden dafür ein, Kaschmir, das zwar von einer muslimischen Mehrheit bevölkert, aber von Hindus regiert wurde, in den wie auch immer gearteten neuen Staat Pakistan einzubinden. Doch er bestand eben auch darauf, Hyderabad und Junagadh, vornehmlich von Hindus bewohnte, aber von Muslimen regierte Gebiete in Pakistan einzubinden.
Die britische Kolonialregierung regierte nicht den ganzen indischen Subkontinent, sondern hatte im Laufe des britischen Raj verschiedene politische Vereinbarungen getroffen, die ihr zwar Einfluss sicherten, aber keine direkte Herrschaftsbefugnis erlaubten, so dass einige Provinzen unter direkter Selbstverwaltung standen, während andere, wie die sogenannten Princely States oder Fürstenstaaten, sich zwar loyal zur britischen Krone erklärt hatten, aber sich von ihr nur in bestimmten Bereichen wie der Außenpolitik vertreten ließen, während sie sich nach innen weiterhin selbst verwalteten.
Die britische Kolonialverwaltung, bestehend aus dem Secretary of State for India, dem India Office, dem Generalgouverneur von Indien und dem Indian Civil Service, bevorzugte jedenfalls zunächst eine Lösung, die Indien die Teilung ersparte. Die Parlamentskommission, die man 1946 von London aus nach Indien gesandt hatte, versuchte dementsprechend, zwischen dem Kongress und der Muslimliga zu einem Kompromiss zu gelangen. Dieser sollte darin bestehen, einen dezentral regierten föderalen indischen Staat zu schaffen, in dem Raum sowohl für Muslime als auch Hindus gewesen wäre. Zunächst schien dieser Plan auch auf Akzeptanz zu stoßen, doch letztlich widersprach Jawaharlal Nehru dem Konzept eines solchen dezentralisierten Staates, woraufhin Jinnah schnell wieder zu seiner Forderung nach einem unabhängigen Pakistan zurückkehrte.

### Der Mountbattenplan
Die eigentliche Trennung in die beiden neuen Dominions Pakistan und Indien erfolgte entsprechend dem 3.-Juni-Plan (1947), der auch als Mountbattenplan bekannt geworden ist und in dem sich Nehru, Jinnah und Mountbatten auf die grundsätzliche Teilung Britisch-Indiens in zwei unabhängige Dominions geeinigt hatten.
Diesem ging ein früherer Entwurf zur Teilung Indiens, angefertigt unter Mountbattens Vorgänger Sir Archibald Percival Wavell, voraus, der später unter Mountbatten konkretisiert und erweitert wurde.
Der endgültige Verlauf der neuen Grenzen wurde entsprechend einem von der britischen Regierung in Auftrag gegebenen Gutachten festgelegt, das von dem Londoner Rechtsanwalt Sir Cyril Radcliffe erstellt worden war und später als Radcliffe-Linie bekannt wurde.
Die Radcliffe-Linie wies dem neuen Dominion Pakistan zwei Gebiete zu, die durch das Territorium Indiens ca. 1600 km voneinander getrennt waren. So entstanden Ostpakistan und Westpakistan, wobei später aus Ostpakistan das heutige Bangladesch und aus Westpakistan die heutige Islamische Republik Pakistan hervorgehen sollten.
Das Dominion Indien bestand aus den von einer Hindu- oder Sikh-Mehrheit bevölkerten Regionen Britisch-Indiens und das Dominion Pakistan aus denjenigen Gebieten, die von einer muslimischen Mehrheit bevölkert waren.
Denjenigen Fürstenstaaten, die schon bisher zumindest eine Teilunabhängigkeit von der britischen Krone genossen, wurde gemäß der Radcliffe-Linie die Entscheidung überlassen, welchem der beiden neuen Staaten sie beitreten wollten.
Nach der Bekanntgabe des genauen Grenzverlaufes wurden Sir Cyril Radcliffes Entscheidungen hierzu sowohl von Seiten der Hindus als auch der Muslimen zwar scharf angegriffen, letztlich aber von Nehru und Jinnah akzeptiert.
Am 18. Juli 1947 verabschiedete das britische Parlament den Indian Independence Act, in dem die Teilung Britisch-Indiens in zwei Staaten schließlich bestätigt wurde.
Während die Gebiete, die Radcliffe den Hindus zugewiesen hatte, als Dominion Indien nach dem Ende des britischen Raj zu dessen Rechtsnachfolger wurden und daher automatisch einen Sitz in den Vereinten Nationen einnahmen, wurde das Dominion Pakistan als neues Mitglied in der UN aufgenommen.

### Der Unabhängigkeitstag
Um Mitternacht am 15. August 1947 entstanden so mit dem Ende der britischen Kolonialherrschaft zwei neue unabhängige Staaten.
Um keine der beiden neuen Nationen zu brüskieren, fanden die Feierlichkeiten zur Übergabe der Macht in Karatschi, der damaligen Hauptstadt Pakistans, bereits am 14. August statt, so dass der letzte britische Vizekönig Lord Mountbatten sowohl an der Zeremonie in Karachi als auch einen Tag darauf an der Zeremonie in Delhi, der neuen Hauptstadt der Republik Indien, teilnehmen konnte.
Seither feiert die Islamische Republik Pakistan ihren Unabhängigkeitstag am 14. August, während Indien den seinen am Tag darauf begeht.

## Umsiedlungen und Todesopfer

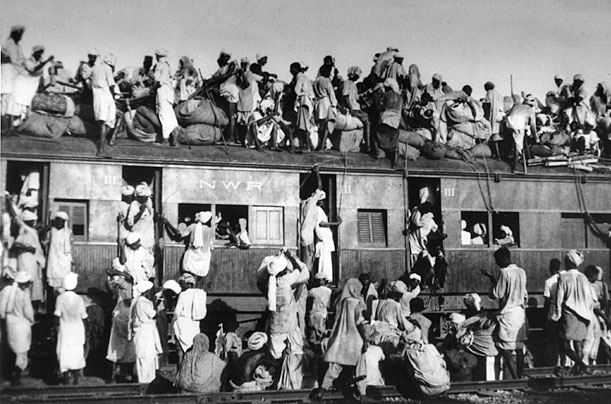
Überfüllter Flüchtlingszug, Punjab, Indien 1947

Bereits in den Wochen, die der Bekanntgabe der endgültigen Grenzlinien zwischen Pakistan und Indien vorausgingen, waren vor allem im Punjab, aber auch in anderen Provinzen Pogrome und Gewaltausbrüche unter Hindus, Muslimen und Sikhs aufgeflackert, die dazu führten, dass in großen Gebieten sowohl Indiens als auch Pakistans die öffentliche Ordnung zusammenbrach.
Nach der Unabhängigkeit der beiden nun souveränen Staaten Indien und Pakistan kam es entlang der neuen Grenzen zu einem massiven Bevölkerungsaustausch. Viele Menschen blieben jedoch in ihrem Heimatort und hofften sich dadurch schützen zu können, indem sie ihre ganze Großfamilie zu Hause um sich versammelten.
Die gerade erst geformten Regierungen beider Länder waren mit dem Ausmaß der Umsiedlungen überfordert. So kam es während des Bevölkerungsaustauschs auf beiden Seiten der Grenzen weiterhin zu verstärkten Gewaltausbrüchen zwischen Muslimen, Sikhs und Hindus, bei denen zwischen 200.000 und 500.000 Menschen getötet wurden. Andere Schätzungen belaufen sich sogar auf 1 Million Tote. Außerdem wurden hunderttausende Frauen vergewaltigt, entführt, zwangsverheiratet oder zur Prostitution gezwungen. Im Dezember 1947 vereinbarten Indien und Pakistan, in ihren Ländern jeweils entführte Frauen zu suchen und in das Flüchtlingsland zu ihren Angehörigen zu bringen. Viele von ihnen wurden nicht mehr von ihren Familien aufgenommen, als sie zurückkehrten, weil sie als unrein galten.
Etwa 14,5 Millionen Menschen verließen in direkter Folge der Teilung Britisch-Indiens ihre ursprüngliche Heimat, um entweder in Indien oder Pakistan eine neue Heimstätte zu finden. Weitere etwa 4 bis 5 Millionen Hindus, Muslime und Sikhs verließen im Verlauf der nächsten Monate ihre Heimat.
Zusammen mit den Menschen, die in den auf die Unabhängigkeit folgenden Jahren ihre Heimat verließen, geht man heute davon aus, dass insgesamt 20 Millionen Menschen im Zuge der Teilung Indiens entweder umgesiedelt, deportiert oder vertrieben wurden, wobei der Hauptteil der Umsiedlungen in der Punjab-Region stattfand, wo etwa 11 Millionen Menschen ihre Heimat verloren.

## Anhaltende Debatte

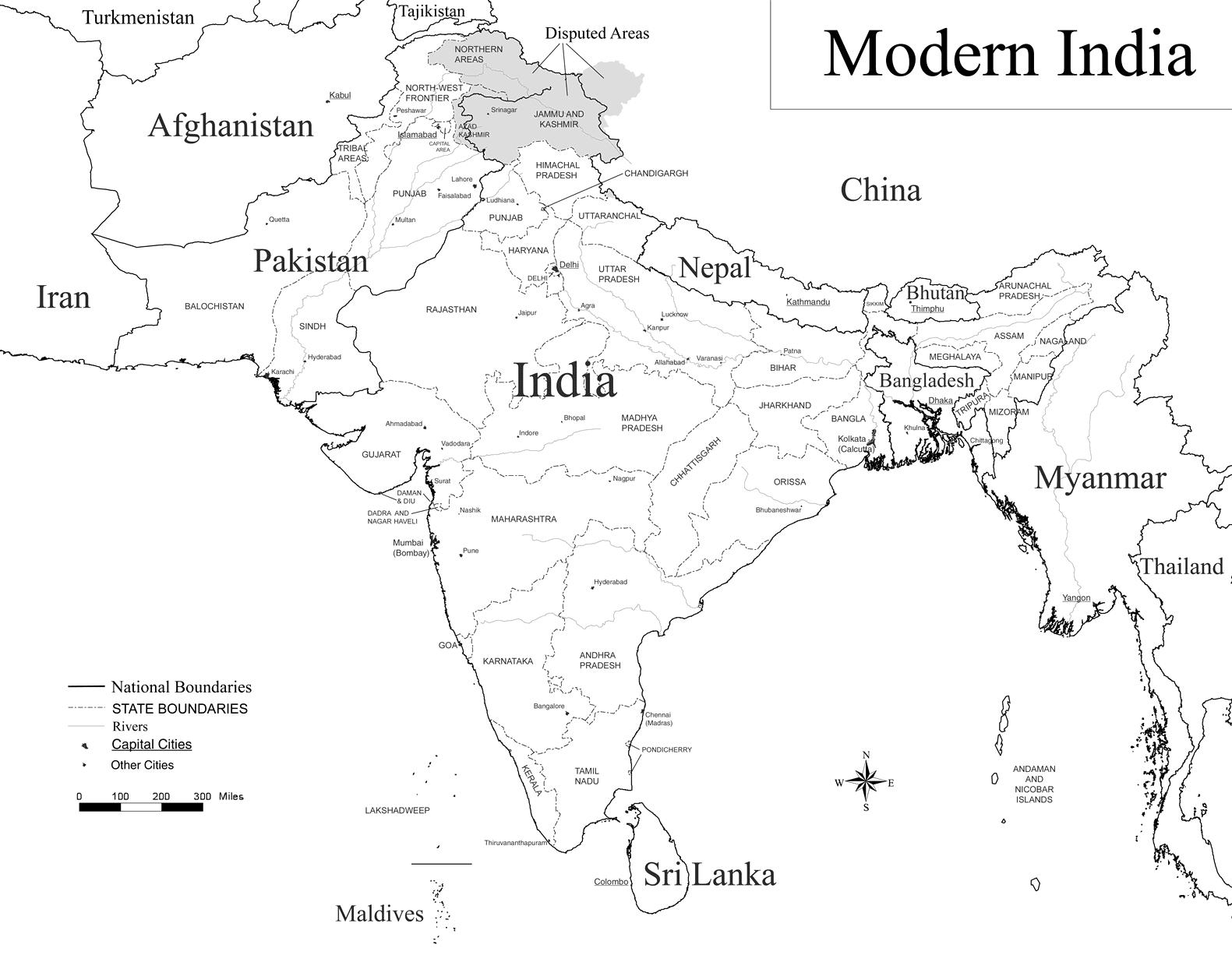
Der Indische Subkontinent heute

Die Teilung Indiens ist ein Gegenstand heftiger Debatten in Indien und Pakistan, aber vor allem auch in Großbritannien geblieben. Hauptstreitpunkt ist die Radcliffe-Linie und die Rolle Mountbattens und seines Mitarbeiterstabes bei ihrer Entstehung.
Einerseits wirft man Mountbatten und seiner Administration vor, Cyril Radcliffe während dessen Arbeit an der Grenzlinie zugunsten Indiens beeinflusst zu haben, da Mountbattens Stab und die britische Regierung insgeheim davon ausgingen, dass der neue souveräne Staat Indien eine wesentlich bessere Perspektive hatte als Jinnahs islamische Dominion Pakistan.
Vor allem aber wird Mountbatten dafür kritisiert, die letztendliche Entscheidung über die Grenzlinien unter enormem Zeitdruck gefällt zu haben, der eine wirklich ausgewogene Lösung des Problems verhindert habe.
Zur Verteidigung Mountbattens und seines Stabes wird angeführt, dass ihm aufgrund der bürgerkriegsähnlichen Zustände in den Wochen und Monaten, die der Teilung vorausgingen, gar keine andere Wahl geblieben sei, als so zu handeln, wie er schließlich handelte.
Weiterhin wirft man Mountbatten vor, naiv gehandelt zu haben, als er davon ausging, dass die beiden neuen Staaten Indien und Pakistan fähig wären, den direkt auf die Unabhängigkeit folgenden immensen Bevölkerungsaustausch angemessen zu handhaben.
Andererseits befand sich aber auch Großbritannien kurz nach dem Ende des Zweiten Weltkrieges in einer angespannten wirtschaftlichen Lage und wäre kaum fähig gewesen, weitere Ressourcen abzustellen, um den ohne die Teilungsentscheidung in Indien drohenden Bürgerkrieg zu unterdrücken und so Zeit zu gewinnen, auf eine ausgewogenere Lösung hinzuarbeiten.
Allerdings kommt nicht nur der Historiker Lawrence James zu dem Schluss, dass Mountbattens Stab 1947 eigentlich gar keine andere Wahl blieb, als Britisch-Indien aufzuteilen und sich dann so rasch wie möglich aus der Kolonie zurückzuziehen.
Relativer Konsens herrscht darüber, dass mit dem Ende der britischen Herrschaft in Indien Großbritannien auf den Status einer zweitrangigen Macht zurückfiel.
Seit 2017 erinnert das indische Partition Museum in Amritsar an die Ereignisse.